# ExFAT
exFAT (확장 파일 할당 테이블, Extended File Allocation Table, 줄여서 FAT64)는 특허 출원 중인사유 파일 시스템으로, 마이크로소프트사가 윈도우 CE 6.0 장치와 데스크톱 운영 체제 윈도우 비스타 서비스 팩 1 및 윈도우 7, 그리고 자사의 서버 운영 체제인 윈도우 서버 2008에 도입하기 위해 만든 것이다.
exFAT는 NTFS 파일 시스템이 자료 구조 오버헤드 등의 문제로 적절치 못할 경우, 또는 이전 버전인 FAT 파일 시스템의 파일 크기/디렉터리 제약이 문제가 되는 경우에 사용될 수 있다.
윈도우 XP와 윈도우 서버 2003 (둘다 x86, x64) 사용자들은 마이크로소프트사로부터 업데이트 KB955704를 내려받아 설치하면 exFAT 지원을 사용할 수 있다. exFAT 파일 읽기를 지원하는 실험적인 오픈 소스 리눅스 커널 모듈은 현재 개발 중이다. 마이크로소프트 exFAT 드라이버로부터 라이선스 받아 전달된 클로즈드 소스의 읽기/쓰기 리눅스 드라이버는 Tuxera를 통해 구매하여 사용할 수 있다.

## 이점
이전 파일 할당 테이블 (FAT) 파일 시스템 버전과 견주어 나아진 점은 다음과 같다:
- 대용량으로 크기를 넓힐 수 있음: 이론 상 최대 64 ZiB, 권장 최대 512 TiB 지원 - 이는 기존 FAT32 파티션의 2 TiB의 제한에서 상승한 것임. 다만 윈도우 XP에 내장된 포맷 유틸리티는 새로운 FAT32 파티션을 32 GiB로까지 제한한다.[1]
- 29 (512)와 212 (4,096) 바이트의 섹터 크기
- 최대 32 MiB의 클러스터[1]
- 파일 한 개 당 최대 64 ZiB (512 TiB 권장 최대) 지원 - 이는 FAT32에서 4 GiB에서 상승한 것임.[1]
- 자유 공간 비트맵의 도입으로 자유 공간 할당 및 삭제 성능 개선
- 한 디렉터리에 최대 2,796,202개의 파일을 담을 수 있음[2] - 이는 기존의 65,536개에서 상승한 것임.
- 접근 제어 목록 지원 (윈도우 비스타 SP1에서는 아직 지원 안 함)[7]
- TFAT 지원 - 트랜잭션 파일 시스템 표준 (WinCE 활성 기능은 선택 사항)
- OEM 정의 가능 변수 예비로 특정 드라이브 특성을 위한 파일 시스템의 사용자 지정 가능
- UTC 시간표 지원 (비스타 SP2부터 지원)[8]
- 시간표 정밀도 10 ms (기존의 FAT 버전의 2 초보다 좋지만 NTFS의 100 ns보다는 나쁨)[2]

## 단점
이전 FAT 버전과 견주어 나빠진 점은 다음과 같다:
- 윈도우 XP, 윈도우 서버 2003 사용자들은 exFAT 지원을 위하여 서비스 팩 2 이상 또는 별도의 업데이트를 설치하여야 함
- 윈도우 비스타 사용자들은 exFAT 지원을 위하여 서비스 팩 1 이상을 설치하여야 함
- exFAT를 사용하여 포맷한 장치는 윈도우 XP 이전의 버전, 도스, OS/2에 읽히지 않음
- exFAT를 사용하는 장치는 윈도우 비스타의 레디부스트 기능을 사용할 수 없음 (윈도우 7은 exFAT로 포맷한 드라이브에 대한 레디부스트 기능을 지원하며 기존 FAT32의 4GB 크기 제한이 없어짐으로써 더 넓은 레디부스트 캐시를 사용할 수 있음)[9]
- 마이크로소프트사는 exFAT 파일 규격을 공개하지 않고 있고 exFAT 기능을 만들어 배포하려면 마이크로소프트로부터의 라이선스가 필요하다[10]
- 현재 PC 환경 밖에서는 제한되거나 지원되지 않고 있음 — 텔레비전 및 A/V 수신기와 같은 대부분의 전자 기기는 이전의 FAT 버전만 다룰 수 있음 (이는 새로운 exFAT를 요구하는 SDXC 카드 및 메모리 스틱 XC와 함께 쓸 경우 달라질 수 있음)

## 라이선스
회사들은 exFAT를 사진기, 캠코더, 디지털 사진틀 등의 특정 그룹의 전자 기기에 통합할 수 있다. 다만 휴대 전화, 개인용 컴퓨터, 네트워크는 다른 가격 모델을 가진다.

## 같이 보기
- 파일 시스템의 목록